# 독립영양생물
독립영양생물(獨立營養生物, 영어: autotroph) 또는 자가영양생물(自家營養生物)은 다른 생물에게 의존하지 않고, 스스로 영양물질을 합성해서 살아가는 생물이다. 화학독립영양생물(chemoautotroph)과 광독립영양생물(photoautotroph)이 있다. 화학독립영양생물은 화학 반응으로부터 얻은 에너지를 사용하고, 광독립영양생물은 빛 에너지를 이용하여 유기 화합물을 합성한다. 광독립영양생물이 빛 에너지를 생물체 내에서 사용가능한 화학 에너지의 형태로 변환, 저장하는 과정을 광합성이라고 한다.

## 흐름도

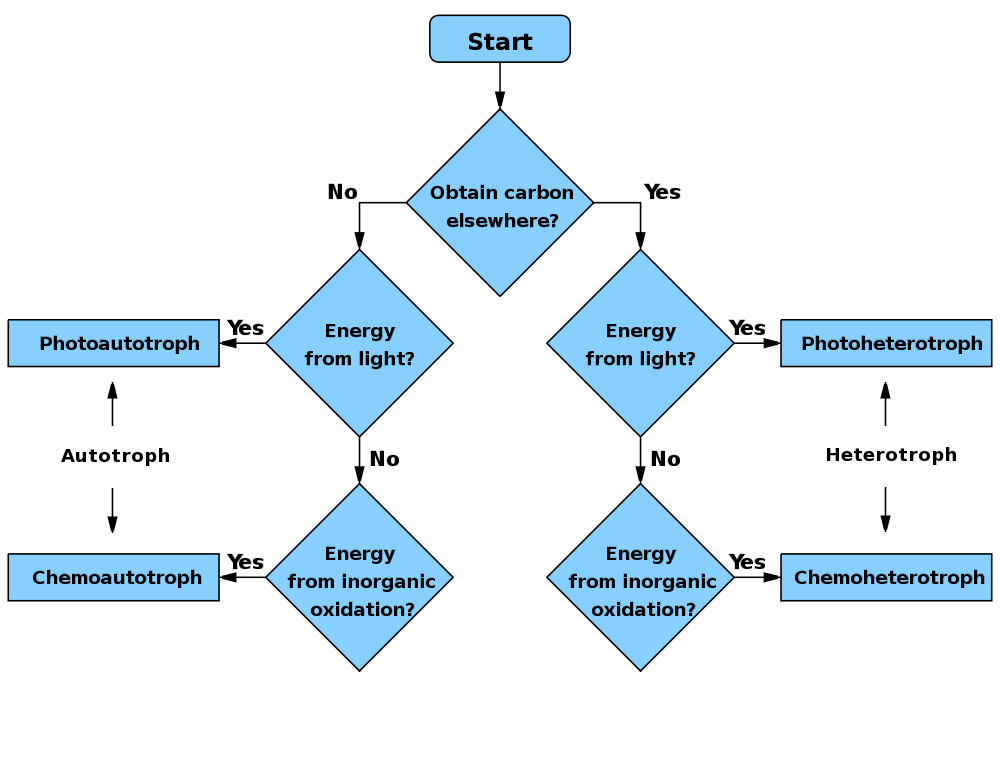
종이 자가영양생물인지, 종속영양생물인지 그 하부 유형인지를 결정하는 흐름도

- 독립영양생물
  - 화학독립영양생물
  - 광독립영양생물
- 종속영양생물
  - 화학종속영양생물
  - 광종속영양생물

## 같이 보기
- 유기영양생물
- 영양적 분류
- 색소체 탈취(kleptoplasty)